# Lijst van nummer 1-hits in de Vlaamse Ultratop 50 in 2016
De volgende hits stonden in 2016 op nummer 1 in de Vlaamse Ultratop 50.
| Nummer | Datum        | Artiest                                           | Titel                  |
| ------ | ------------ | ------------------------------------------------- | ---------------------- |
| 268    | 2 januari    | Adele                                             | Hello                  |
|        | 9 januari    | Adele                                             | Hello                  |
|        | 16 januari   | Adele                                             | Hello                  |
| 270    | 23 januari   | Emma Bale & Milow                                 | Fortune Cookie         |
| 271    | 30 januari   | Lukas Graham                                      | 7 years                |
|        | 6 februari   | Lukas Graham                                      | 7 years                |
|        | 13 februari  | Lukas Graham                                      | 7 years                |
|        | 20 februari  | Lukas Graham                                      | 7 years                |
|        | 27 februari  | Lukas Graham                                      | 7 years                |
|        | 5 maart      | Lukas Graham                                      | 7 years                |
|        | 12 maart     | Lukas Graham                                      | 7 years                |
| 272    | 19 maart     | Dua Lipa                                          | Be the one             |
| 271    | 26 maart     | Lukas Graham                                      | 7 years                |
|        | 2 april      | Lukas Graham                                      | 7 years                |
|        | 9 april      | Lukas Graham                                      | 7 years                |
| 273    | 16 april     | Mike Posner                                       | I took a pill in Ibiza |
|        | 23 april     | Mike Posner                                       | I took a pill in Ibiza |
|        | 30 april     | Mike Posner                                       | I took a pill in Ibiza |
| 274    | 7 mei        | Drake, Wizkid & Kyla                              | One dance              |
|        | 14 mei       | Drake, Wizkid & Kyla                              | One dance              |
|        | 21 mei       | Drake, Wizkid & Kyla                              | One dance              |
| 275    | 28 mei       | Justin Timberlake                                 | Can't stop the feeling |
|        | 4 juni       | Justin Timberlake                                 | Can't stop the feeling |
|        | 11 juni      | Justin Timberlake                                 | Can't stop the feeling |
|        | 18 juni      | Justin Timberlake                                 | Can't stop the feeling |
|        | 25 juni      | Justin Timberlake                                 | Can't stop the feeling |
|        | 2 juli       | Justin Timberlake                                 | Can't stop the feeling |
|        | 9 juli       | Justin Timberlake                                 | Can't stop the feeling |
|        | 16 juli      | Justin Timberlake                                 | Can't stop the feeling |
|        | 23 juli      | Justin Timberlake                                 | Can't stop the feeling |
|        | 30 juli      | Justin Timberlake                                 | Can't stop the feeling |
|        | 6 augustus   | Justin Timberlake                                 | Can't stop the feeling |
| 276    | 13 augustus  | Lost Frequencies & Sandro Cavazza                 | Beautiful life         |
| 275    | 20 augustus  | Justin Timberlake                                 | Can't stop the feeling |
|        | 27 augustus  | Justin Timberlake                                 | Can't stop the feeling |
| 277    | 3 september  | Álvaro Soler                                      | Sofia                  |
| 275    | 10 september | Justin Timberlake                                 | Can't stop the feeling |
| 278    | 17 september | The Chainsmokers & Halsey                         | Closer                 |
|        | 24 september | The Chainsmokers & Halsey                         | Closer                 |
|        | 1 oktober    | The Chainsmokers & Halsey                         | Closer                 |
|        | 8 oktober    | The Chainsmokers & Halsey                         | Closer                 |
|        | 15 oktober   | The Chainsmokers & Halsey                         | Closer                 |
|        | 22 oktober   | The Chainsmokers & Halsey                         | Closer                 |
| 279    | 29 oktober   | Rag'n'Bone Man                                    | Human                  |
|        | 5 november   | Rag'n'Bone Man                                    | Human                  |
|        | 12 november  | Rag'n'Bone Man                                    | Human                  |
| 280    | 19 november  | Lost Frequencies                                  | What is love 2016      |
|        | 26 november  | Lost Frequencies                                  | What is love 2016      |
| 279    | 3 december   | Rag'n'Bone Man                                    | Human                  |
| 280    | 10 december  | Lost Frequencies                                  | What is love 2016      |
| 279    | 17 december  | Rag'n'Bone Man                                    | Human                  |
| 281    | 24 december  | Dimitri Vegas & Like Mike, Diplo & Deb's Daughter | Hey baby               |
| 279    | 31 december  | Rag'n'Bone Man                                    | Human                  |